# Naissance du Parti radical (France)
 (avril 2008).
Si vous disposez d'ouvrages ou d'articles de référence ou si vous connaissez des sites web de qualité traitant du thème abordé ici, merci de compléter l'article en donnant les références utiles à sa vérifiabilité et en les liant à la section « Notes et références ».
La naissance du Parti radical en France est un processus qui s'est étalé sur tout le XIXe siècle.
Avant même de constituer un parti organisé, les radicaux ont joué un rôle essentiel dans la vie politique française. La situation des autres partis se réclamant du radicalisme est contrastée en Europe : en Angleterre, le radicalisme est en réalité un libéralisme plus démocratique et social, mais se positionnant également à l'extrême-gauche à ses origines ; en Allemagne, le Fortschrittspartei constitue une force de second plan. Au contraire, en France, le parti républicain, radical et radical-socialiste est l'élément le plus puissant sur la scène politique, d'autant plus que, à la suite des nombreuses tentatives après la Révolution d'instaurer un régime durable, il est à l'origine de la mise en place du seul régime qui s'est instauré durablement : la République.

## Dénomination
Étymologiquement, le terme « radicalisme »  est relatif à une attitude de réforme, de rupture dans le but de modifier les choses en profondeur. Il a gardé en Angleterre et en Allemagne son sens originel (moins en France du fait qu'il a été intégré à la sphère politique et qu'il a accédé au pouvoir). Le radicalisme est importé d'Angleterre (où la doctrine prévoit principalement une nouvelle organisation des institutions) en France vers 1820.
De 1835 à 1848, le terme est employé pour l'ensemble des républicains. La force d'opposition républicaine se met déjà en place sous le règne de Napoléon III avec à sa tête Jules Ferry et Léon Gambetta, qui critiquent vivement son autoritarisme et sa politique de réforme qui dépend de sa popularité auprès des Français. En 1871, le terme « radicaux » est employé par les conservateurs qui veulent faire passer les républicains pour des révolutionnaires.
Le radicalisme s'affirme dès l'installation de la République face à l'opportunisme et se présente longtemps comme la principale force de gauche.

## Les sources idéologiques du mouvement

### Les héritiers des Lumières et de la Révolution
Pour les radicaux, « le radicalisme se présente comme l'application politique du rationalisme » (Herriot).
La gauche croit au XIXe en la perfectibilité indéfinie de l'humanité, en la raison humaine, la science, le progrès, la démocratie, le suffrage universel, l'instruction gratuite et laïque qui donnerait naissance à un lien étroit entre les progrès intellectuel, matériel et social. Elle s'inspire de l'Esquisse d'un tableau historique des progrès de l'esprit humain de Condorcet et s'oppose à l'obscurantisme et au cléricalisme. Les partisans du mouvement cultivent le patriotisme en célébrant en 1790 de la fête de la fédération et en faisant référence à la révolution populaire dirigée par les Montagnards en 1793. Ils se disent les héritiers des principes de 1789 et des démocrates socialistes de la Seconde République. Pour eux, la république est promesse de justice sociale et d'avenir meilleur.
- « La Révolution est un bloc, » dit Clemenceau (référence à la Terreur).

- « Le bulletin de vote peut et doit se substituer aux barricades. La Révolution est une référence, c'est une norme, mais ce n'est aussi qu'un point de départ. » (Clemenceau)

Tout au long de son évolution, ce courant annonce son attachement direct à la Révolution. En 1905, Ferdinand Buisson oppose au marxisme un socialisme républicain qui est « le simple développement, l'aboutissement logique des principes de 1789. C'est au nom de la déclaration des droits de l'homme que nous réclamons pour tout homme le droit à la vie humaine dans sa plénitude effective ». Buisson écrit en 1910 que le parti radical est le parti même de la révolution, il tend à réaliser son programme dans la continuité de son esprit. En 1861, Clemenceau confirme cette idée de prolongement idéologique en rappelant que « cette admirable révolution par qui nous sommes [nés,] n'est pas finie ».

### Les différents courants au sein du mouvement

#### Les radicaux
Le radicalisme est l'aile la plus à gauche du mouvement républicain. « Nous les républicains radicaux, nous voulons la république pour ses conséquences naturelles, les grandes et fécondes réformes qu'elle entraîne», disait Clemenceau. Les radicaux se distinguent des opportunistes par leurs références historiques : ils veulent réformer et se préoccuper de la question sociale.
- Ils sont favorables à la poursuite de la guerre en 1871 et pour l'amnistie des Communards (sans soutenir pour autant la Commune).
- Ils veulent l'égalité devant le service militaire, la nationalisation des mines et des chemins de fer.
- L'État doit faciliter l'accès du crédit aux paysans, aux artisans, aux associations de producteurs. La propriété, « base de l'indépendance et de la liberté », ne doit pas disparaître, comme le voudraient les communistes, mais être rendue accessible à tous.
- Ils proposent la suppression du Sénat et de la présidence de la république au bénéfice d'une assemblée unique.
- Ils sont favorables à la décentralisation par le renforcement du pouvoir des conseils généraux.
- Ils prônent la fin du concordat, la séparation de l'Église et de l'État (ce qui sera fait par la Loi de séparation des Églises et de l'État en 1905).
- Ils sont contre les monopoles.
- Ils sont opposés à la lutte des classes, il faut au contraire une réconciliation entre la bourgeoisie et le peuple par la démocratie ; « C'est à la bourgeoisie républicaine, consciente des liens de solidarité qui doivent l'unir au peuple, et refusant toute collusion avec les puissances d'argent, d'entreprendre les réformes nécessaires » car « la politique d'une démocratie, c'est de faire émanciper le groupe le moins éclairé, dans le plus bref délai possible, par le groupe qui a l'avantage des Lumières et de l'éducation » (Clemenceau).

Pour Ledru-Rollin (successeur de Garnier-Pagès à la tête du parti républicain), le parti « ultra-radical » doit « faire entrer des abstractions philosophiques dans la réalité de la vie le grand symbole de la liberté, de l'égalité et de la fraternité ».
Le suffrage universel doit permettre la réalisation de réformes : liberté d'association, réforme fiscale, instruction gratuite et obligatoire.

#### Les Républicains
Leur popularité baisse dans l'opinion, affectée par la politique coloniale de Ferry. Les Républicains sont favorables à un rôle modérateur du Sénat avec un pouvoir législatif égal à celui de la Chambre. Gambetta devient progressivement plus modéré au cours des années 1870. Les Opportunistes gardent un certain conservatisme du fait de leur attachement marqué à la sécurité, à l'autorité et à la morale. Les Radicaux leur reprochent l'attitude des Libéraux de 1789 qui ont refusé la souveraineté du peuple et leur ligne politique qui pour certains est assez proche du bonapartisme (qui a étouffé la liberté) et surtout le fait que les Républicains modérés n'ont pas prolongé la démocratie politique en démocratie sociale. Pour Clemenceau les Républicains conservateurs demandent à la République son minimum.

#### Les radicaux-socialistes
Ils manifestent leur sympathie pour les « petits » : petite bourgeoisie, petits paysans, classe ouvrière. Le socialisme inspiré du marxisme concurrence les réformes radicales. Louis Blanc, théoricien socialiste pré-marxiste, milite pour un républicanisme avancé. Il insiste sur la justice sociale : faire « graduellement disparaître le prolétariat, élever le travailleur de la condition de salarié à celle d'associé », afin que tous puissent accéder à l'indépendance économique et à la propriété. Les socialistes sont jugés trop utopistes ; Ledru-Rollin leur reproche d'oublier ce qui est pour lui essentiel : le suffrage universel et la démocratie. Même si en 1840 on ne parle pas encore du radical-socialisme, idéologiquement le courant émerge.

## L'émergence d'un mouvement contestataire

### Une force d'opposition sous la monarchie censitaire: des républicains aux radicaux
Sous la Restauration le mot « radical » fait son apparition dans le vocabulaire politique français, utilisé par les Ultraroyalistes. En 1770, il est relatif aux partisans de la démocratisation du système qui le présente comme oligarchique et corrompu. Les radicaux sont pour l'extension du suffrage vers le suffrage universel qui leur paraît être la seule façon de connaître les besoins de chacun et les aspirations de tous.
- 1819 : Utilisé dans Le Conservateur : « Radical » signifie les « songe-creux, les idéologues, les réformateurs, les radicaux, les illuminés ».
- 1820 : La Gazette de France (au lendemain de l'assassinat du Duc de Berry) annonce que « La hache des radicaux anglais est la même que celle des radicaux français. Sur cette hache est écrit : Droit de l'Homme ».

Sous la monarchie de juillet, les lois de septembre 1835 diminuent la liberté de la presse : il est interdit de se dire républicain, les partisans se disent donc radicaux. Même si le stratagème ne trompe personne, ils sont à l'abri de toutes poursuites.
- 1843 : Ledru-Rollin fonde La Réforme : journal de l'opposition radicale.
- 1848 : Avant la révolution, les républicains modérés se rallient aux opposants de la dynastie : c'est le début de la campagne des banquets suivie de la révolution de février 1848. Les radicaux sont contre cet arrangement, notamment leur chef de file Ledru-Rollin pour qui «  La régénération politique ne peut donc être qu'un acheminement et un moyen d'arriver~à de justes améliorations sociales »[4].

### Les démocrates socialistes et la révolution de 1848
Avant le retour à la république en 1848, le terme « radical » se fait rare. Ledru-Rollin et ses partisans forment le groupe de la Montagne à la Constituante en 1849. Les députés d'extrême gauche sont alors qualifiés de montagnards, de démocrates socialistes (démo-socs), de rouges. La révolution de 1848 est un échec vers la transition sociale : l'idée même de démocratie est altérée par les affrontements entre la république et le prolétariat. De plus, Louis-Napoléon Bonaparte parvient avec l'aide des monarchistes (parti de l'ordre) à affaiblir les républicains.
L'échec de la république provoque chez les républicains la haine du bonapartisme, de l'exercice personnel du pouvoir : pour eux la république doit informer le peuple en revendiquant un aspect didactique car c'est l'ignorance qui a fait que la masse populaire a donné la victoire au parti de l'ordre lors des élections de 1849. L'anticléricalisme tend à devenir un des aspects les plus importants du programme des républicains. En effet l'Église s'est ralliée au parti de l'ordre et la Loi Falloux augmente l'influence de l'enseignement catholique (des Te deum saluent le coup d'État).

### L'opposition républicaine sous l'Empire
Pendant la 1re année du Second Empire, la république est en exil du fait de la dictature de Napoléon III (long exil pour Ledru-Rollin, Victor Hugo, Louis Blanc, Edgar Quinet). La population se rallie à l'ordre et à la prospérité que symbolise pour eux l'Empire. Cependant la contestation républicaine reste virulente et parvient à faire évoluer la situation :
- 1857 : signe que l'idée républicaine n'est pas morte, cinq députés (dont Émile Ollivier et Jules Favre) sont élus à Paris lors des élections législatives ;
- 1859 : amnistie des prisonniers de 1851 et 1858 ;
- 1860 : libéralisation du régime ; le droit d'adresse est accordée au Parlement ;
- 1863 : Premiers succès des républicains, qui remportent 17 sièges aux élections législatives ;
- 1864 : loi Ollivier ;
- 1868 : loi sur la liberté de la presse et de réunion (en parallèle le mouvement ouvrier refait surface convaincu par les idées révolutionnaires) ;
- 1869 : élections (programme de Belleville) : l'opposition est majoritaire dans les grandes villes.

Dans ces années d'empire, les républicains s'allient avec les monarchistes pour le retour des libertés dans le cadre de l'Union libérale. Le but étant de s'unir pour mieux affaiblir l'empire lors des élections de 1863. Mais très vite, les républicains désertent cette alliance, se sentant de plus en plus capable d'instaurer la république seuls.
Dans les années 1860, l'idéologie du républicanisme est en mutation sous l'influence d'une nouvelle génération, celle de Gambetta (un des leaders du radicalisme à la fin de l'empire), Ferry et Clemenceau. Sa formation s'effectue dans les salles de rédaction des journaux, dans le Quartier Latin (par le biais de la philosophie positive d'Auguste Comte), dans les établissements pénitentiaires et au sein des loges de la franc-maçonnerie qui devient un refuge pour les opposants de l'Empire. Les républicains rejettent la métaphysique et la religion pour la science qui doit devenir le seul fondement de la morale et de la politique.

## Les radicaux et la République (1870-1885)

### Luttes pour l'instauration de la république (1870-1879)
La république débute par un échec : la défaite de 1870 contre la Prusse (perte de l'Alsace et de la Moselle). En 1871 la majorité royaliste est divisée entre légitimistes et orléanistes. L'opposition craint que le pays vote en majorité pour les conservateurs, qui ont fait de la sécurité leur domaine privilégié pendant la campagne. Les élections de 1871 sont finalement favorables aux républicains : Thiers est nommé à la tête du gouvernement.
- 1873 : Thiers est renversé par la majorité monarchique. Il est remplacé par Mac-Mahon. La droite mène une politique d'ordre moral pour endiguer les progrès du républicanisme (en effet un radical, Barodet, a été élu lors des législatives face à une figure emblématique de l'orléanisme: Charles de Rémusat) en dénonçant la revanche de la Commune : « La rentrée triomphale des assassins, des voleurs et des incendiaires », titre Le Figaro.
- Après les lois votées en 1875 par les orléanistes et les républicains, le régime s'oriente vers la monarchie parlementaire.
- 1876 : victoire républicaine lors des législatives. Les républicains entrent en conflit avec Mac-Mahon qui met en place en 1877 un ministère conservateur contre le ministère républicain de Jules Simon. Ce coup de force provoque une crise et de nouvelles élections qui une fois de plus donnent la victoire aux républicains, qui confirment leur influence dans l'opinion française.
- 1879 : Mac-Mahon démissionne : "c'est le début de la République des républicains" et la fin de la "République des ducs". Le 30 janvier 1879, Jules Grévy devient président de la République.

Cependant sous la IIIe République, tous les radicaux ne font pas partie de l'extrême-gauche. Jules Simon par exemple se dit « profondément républicain et profondément conservateur » (pourtant 8 ans auparavant il avait publié La politique radicale). Gambetta, qui était pourtant perçu comme le leader radical depuis son programme de Belleville s'avère en fait un opportuniste. De plus son programme reste avancé (impôt sur le revenu, séparation de l'Église et de l'État). Pour lui « le caractère propre d'une politique radicale est de repousser les transactions, les demi-mesures, d'aller, comme on dit vulgairement, jusqu'au bout de ses principes ».

### Une république soumise aux crises et à la contestation

#### Un camp républicain divisé
Les radicaux ne soutiennent pas tout ce qu'entreprend la « république opportuniste » notamment en matière de politique coloniale. À cette époque, le patriotisme est une valeur d'extrême-gauche et le fait que les républicains entreprennent la formation d'un second empire colonial marque une rupture nette avec les radicaux, qui, pensent que la France se "détourne" des Vosges. Clemenceau, lors de son discours de Marseille en 1880, explique clairement ce qui différencie les républicains modérés aux républicains radicaux.
Le camp radical défend une amnistie totale des communards contre des modérés voulant une amnistie partielle. L'élection de Blanqui en 1879, alors en prison à cause des actions lors de la commune donc inéligible, relance le débat à la chambre. Clemenceau met toute sa verve au service des communards et après plusieurs mois de débats, l'amnistie est finalement votée, c'est le premier succès radical de la Troisième République.

#### La crise boulangiste fait trembler la République puis la consolide
À la fin des années 1880, le général Boulanger, républicain et ministre de la guerre de 1886 à 1887, bascule du côté antiparlementaire : il regroupe les mécontents qui s'étendent sur une grande partie de l'échiquier politique, de l'extrême gauche à la droite nationaliste, et forme une fronde antiparlementaire. Pour les monarchistes, il est le seul à pouvoir faire échouer la République. Son programme flou contribue à rallier des gens de différents partis sous un slogan pourtant explicite : Dissolution-Révision-Constituante. Il se présente aux législatives ce qui provoque une rupture brutale avec Clemenceau qui le soutenait jusqu'à son revirement idéologique.
Après avoir renoncé au coup d'État en 1889, Boulanger est définitivement écarté du pouvoir : la République le juge pour haute trahison et il se suicide à Ixelles, en Belgique, sur la tombe de sa maîtresse. Le mouvement perdure jusqu'en 1890 puis se scinde à partir de 1893 une minorité des Boulangistes se rallie aux républicains modérés mais la majorité se rallie au nationalisme ou quitte la vie politique. L'électorat conservateur prend conscience de l'importance de la République en votant majoritairement pour les républicains aux législatives. L'épisode Boulanger est un facteur important dans l'histoire de la fondation du parti : c'est notamment devant la menace d'un coup de force évoqué par Boulanger que les républicains et radicaux, se rassemblent au sein du gouvernement. Surtout, l'aile intransigeante est purgé des radicaux ou s'assagie, laissant la nation pour le peuple et gagnant les campagnes au détriment des villes et des ouvriers.

#### L'affaire Dreyfus, une polémique qui divise puis rassemble
L'affaire Dreyfus éclate alors que la France et l'Allemagne rivalisent dans la course à l'armement. En septembre 1894, le service de contre-espionnage français découvre un bordereau proposant de livrer des secrets militaires à l'Allemagne. L'enquête conduit à soupçonner le capitaine Dreyfus, d'origine juive. Il est condamné, cassé de son grade et envoyé au bagne. En 1897, on soupçonne le commandant Esterhazy d'être le vrai coupable, mais il est finalement acquitté en janvier 1898. Révolté, Zola rédige « J'accuse » publié dans L'Aurore, journal que dirige Clemenceau, où il dénonce le refus de la vérité. Il est condamné pour diffamation.
L'affaire prend alors un véritable tournant politique : un débat passionné s'ouvre opposant les dreyfusards (intellectuels, partisans de la gauche) et les antidreyfusards (armée, église et antisémites). Les antidreyfusards s'organisent autour d'une droite conservatrice dirigée par d'anciens boulangistes (Déroulède, Rochefort) et menace alors la démocratie : le Duc d'Orléans envisage un coup d'État contre la République. Pour faire contrepoids, Ludovic Trarieux, Scheurer-Kestner et Jean Jaurès fondent la Ligue française pour la défense des droits de l'homme et du citoyen en 1898 (cependant une partie des socialistes ne s'engage pas dans le mouvement estimant qu'ils "n'ont pas à prendre position pour défendre un bourgeois"). Alors que les monarchistes menacent la république, les différents courants de l'opposition s'organisent. Les républicains se rallient tous sous la direction de Pierre Waldeck-Rousseau qui crée un gouvernement de défense républicaine le 22 juin 1899. Les antidreyfusards sont jugés et Dreyfus est libéré en 1906 sans que la vérité sur l'injustice de l'affaire ait été révélée.
L'affaire Dreyfus permet aux radicaux d'imposer leur force de frappe en proposant un projet moins modéré regroupant alors les forces de gauche pour assurer la sauvegarde de la République.

### Vers la fondation du parti
À l'image des crises traversées sous la République, pendant les années de lutte, les républicains sont plus soudés que lorsqu'ils sont au pouvoir et que le régime est stable. Alors que sous la République le mouvement n'est pas totalement uni du fait des disparités idéologiques, la situation du mouvement tend finalement à évoluer rapidement :
- 1881 : l'extrême-gauche s'organise en groupe fermé (Floquet, Brisson, Lockroy) après la création du groupe de la Gauche radicale de Georges Clemenceau. Certains n'hésitent pas à prendre le nom de "radical-socialiste" (héritage de 1848).
- 1899-1900 : lutte contre l'agitation nationaliste et cléricale. Les républicains prennent des initiatives pour unifier la gauche.
- mars 1899 : création d'un comité de commerce et d'industrie, qui sous-entend une union politique.
- juin 1899 : création de la Fédération radicale-socialiste de France, liée au Grand Orient. La Franc-maçonnerie est un vecteur d'unification et forme le Comité d'action républicaine. Dans un contexte où les organisations politiques françaises peinent à trouver leur place[5], la manifestation remporte un grand succès à l'approche des élections de 1902.

Dès lors le Comité d'action rend public le 8 avril 1901 un appel aux élus se réclamant du radicalisme pour la tenue d'un congrès du parti républicain radical. L'idée de construire des réformes en commun après que les républicains ont été divisés en 1898 (sur l'affaire Dreyfus) séduit les militants et assure une réussite au congrès à un an du renouvellement de la Chambre des députés.

## Fondation et structuration du parti

### Congrès de la fondation du parti radical (juin 1901)
Un Congrès fondateur se tient du 21 au 23 juin 1901 à Paris et réunit plus de 1100 élus (dont 201 députés et 78 sénateurs), 476 comités, 155 loges, 215 journaux. Des leaders radicaux, seul Clemenceau fait défaut. Le congrès donne naissance à un parti rassemblant un groupe large : le parti républicain, radical, et radical-socialiste. « On fait appel à l'union de tous les fils de la révolution, quelles que soient leurs divergences, en face de tous les hommes de contre-révolution » pour mener « l'action laïque contre le cléricalisme, l'action démocratique contre la dictature, l'action sociale contre la misère ».
Des réformes sont annoncées pour confirmer la triple orientation politique du parti. Les radicaux représentent l'aile la plus puissante (l'extrême-gauche est faible et la gauche progressiste devenue opportuniste est affaiblie) et forment l'aile directrice du parti jusqu'à la fin du siècle. Ils obtiennent 219 sièges sur les 368 de la majorité.
«La meilleure façon de défendre la république, c'est de la rendre démocratique» :  les partisans veulent laïciser, mettre en place des réformes sociales : impôt sur le revenu, retraite des ouvriers, réduction à 2 ans du service militaire. En 1902, à la suite des élections des 27 avril et 11 mai, Émile Combes (radical) arrive au pouvoir : c'est le début de la république radicale.

### Organisation du parti
Le parti républicain, radical et radical-socialiste n'est pas encore une organisation moderne au sens actuel du terme : il ne prévoit ni carte, ni cotisation individuelle. Ses statuts sont adoptés au congrès de Marseille en 1903. L'article 1 dispose que le parti est composé de "comités, ligues, unions, fédérations, sociétés de propagande, groupes de Libre Pensée, loges, journaux et municipalités". Les syndicats ouvriers et les bourses du travail en sont exclus.
Des comités, sociétés, loges maçonniques, cercles sont mis en place, une section des droits de l'Homme est créée. On organise aussi des banquets républicains, lieux de « propagande festive » et un congrès du parti au début de l'automne.
Les différents cercles ont des appellations différentes suivant leur revendication principale : radical (10 %), républicain (24 %), radical-socialiste (59 %). Le cercle est très actif surtout dans la Seine (76 organisations du parti sont recensées à Paris en 1911).
Les fédérations sont rares : les cantons sont le plus souvent séparés des communes qui restent isolées. La fédération est difficile à mettre en place car beaucoup de partis craignent de perdre leur indépendance même s'il existe des précurseurs dans l'Aude par exemple où une fédération est mise en place. Dans l'Isère, les rivalités entre les radicaux du Nord du département et ceux du Sud retardent la naissance d'une Fédération. À l'initiative de 23 comités locaux, une commission de réflexion est chargée le 10 avril 1904 d'étudier la création d'une structure fédérale. Mais le projet ne verra le jour que le 7 janvier 1912 sous la présidence du sénateur Gustave Rivet, l'ancien secrétaire de Victor Hugo (in Alfred Salinas, L'État clientéliste, Éditions La Bruyère, 2000, p. 158-159).  
Les statistiques exactes sont difficiles à estimer, en effet, beaucoup d'organisations n'obligent pas les adhérents à payer les frais de cotisation qui s'élèvent alors à 10 francs et ces organisations ne sont donc pas recensées au sein du parti (on en répertorie 813 en 1911, on pense qu'il en existait probablement 1200 qui n'étaient pas mentionnées).
Sur le plan géographique il existe déjà des zones radicales : Paris, nord-ouest du massif central, Midi provençal et bas-languedocien.
L'adhésion au parti est inégale : elle décroit jusqu'en 1911 même si les provinces et régions rurales sont de véritables assises pour le parti.
En 1913, moins d'1/4 des radicaux et moins de 2/3 des radicaux-socialistes sont membres. La situation est vite critiquée par les militants, d'autant plus que certains parlementaires ne respectent pas la ligne politique du parti. En 1913 le congrès de Pau oblige les élus souhaitant être membres du groupe radical-socialiste à adhérer au comité exécutif du parti (c'est la naissance d'une dualité durable avec l'apparition des radicaux du gouvernement qui arrivent plus facilement au pouvoir et accèdent plus facilement aux responsabilités). Le rapprochement entre radicaux indépendants et union démocratique est essentiel pour l'avenir de la république qui n'est pas encore suffisamment ancrée dans la société française.